# James Johnston Pettigrew
Pour les articles homonymes, voir Pettigrew.
James Johnston Pettigrew (4 juillet 1828 — 17 juillet 1863) est un écrivain, avocat, linguiste, diplomate et général confédéré dans la guerre de Sécession. Il est un personnage majeur de la désastreuse charge de Pickett et est tué quelques jours après la bataille de Gettysburg pendant la retraite confédérée vers la Virginie.

## Biographie

### Premières années
James Pettigrew est un des huit enfants de Ebenezer et Ann Blount Sheppard. Il est né dans le comté de Tyrrell en Caroline du Nord. Son père est le descendant d'une famille riche de huguenots. Sa mère et la mère du général de l'armée de l'Union John Gibbon sont cousines germaines, faisant de Gibbon et Pettigrew des cousins issus de germains. Pettigrew entre à l'Université de Caroline du Nord à Chapel Hill à l'âge de 15 ans où il excelle en mathématiques et en langues classiques. Il est membre de la Société philanthropique. Il mène également sa classe en escrime et en boxe. Il reçoit des éloges pour ses réalisations du président James K. Polk qui le nomme professeur adjoint à l'Observatoire naval des États-Unis. Il étudie ensuite le droit à Baltimore et rejoint le cabinet d'avocats du cousin germain de son père, James Louis Petigru à Charleston en Caroline du Sud. Il effectue alors un voyage en Allemagne pour étudier le droit civil. Il voyage à travers l'Europe pendant sept ans où il apprend à parler et écrire le français, l'allemand, l'italien et l'espagnol, mais également à lire le grec, l'hébreu et l'arabe. Il écrit un livre sur son voyage, Notes on Spain and the Spaniards, et passe du temps dans le service diplomatique.
De retour aux États-Unis, Pettigrew est élu à l'Assemblée législative de Caroline du Sud en 1856,. Malgré son don des langues étrangères et ses connaissances en droit civil, il se tourne vers l'armée, une façon de servir son pays et son État. En décembre 1860, il sert comme aide au gouverneur de Caroline du Sud, Francis Wilkinson Pickens, et en avril 1861 il participe aux négociations entre le bureau du gouverneur, les autorités militaires de Caroline du Sud et le commandant de l'Union de Fort Sumter dans le port de Charleston.

## Guerre de Sécession
Lorsque la guerre de Sécession débute, Pettigrew rejoint comme soldat la Légion Hampton (en), une milice levée en Caroline du Sud par Wade Hampton III, mais il accepte rapidement un poste de colonel dans un régiment d'infanterie, le First South Carolina Rifles. Il retourne en Caroline du Nord pour commander le 12e régiment d'infanterie de Caroline du Nord (plus tard rebaptisé 22e). Jefferson Davis et le général Joseph E. Johnston l'exhortent d'accepter un plus haut commandement, qu'il décline à cause de son manque d'expérience militaire. Cependant, comme le besoin d'officiers qualifiés dans l'armée des États confédérés devient pressant, le nouveau colonel est bientôt envoyé en Virginie et promu au grade de général de brigade le 26 février 1862
.

### Campagne de la Péninsule
Au cours de la campagne de la Péninsule de l'été 1862, Pettigrew est grièvement blessé à la bataille de Seven Pines. Il est touché par une balle Minié qui endommage sa gorge, sa trachée et son épaule. Pettigrew est presque saigné à mort, et alors qu'il est déjà blessé, il reçoit une autre blessure par balle au bras et un coup de baïonnette à la jambe droite. Croyant ses blessures mortelles, Pettigrew refuse que l'un de ses hommes quitte les rangs pour l'emmener à l'arrière. Laissé pour mort sur le terrain, il reprend conscience prisonnier de guerre de l'Union. Échangé deux mois plus tard, il se remet de ses blessures, passe l'automne à la tête d'une brigade de la division du général Daniel Harvey Hill autour de Richmond, et l'hiver à la tête d'une brigade en Caroline du Nord et en Virginie du Sud. Il retrouve sa brigade juste à temps pour le début de la campagne de Gettysburg en juin 1863.

### Campagne de Gettysburg
Le ministère de la guerre confédéré assigne la brigade de Pettigrew aux ordres du général Robert E. Lee de l'Armée de Virginie du Nord, et Pettigrew part pour Fredericksburg, en Virginie, pour rejoindre cette armée à la fin du mois de mai. La brigade de Pettigrew est la plus forte unité du général de division Henry Heth du 3e corps d'armée commandé par le lieutenant général A.P. Hill. Vêtus d'uniformes neufs et armés de fusils nouvellement livrés par les dépôts militaires de l'État, ces régiments présentent un aspect militaire agréable pendant la marche à travers le Maryland et la Pennsylvanie. Certains des officiers sont également membres de l'”aristocratie” des planteurs de Caroline du Nord, comme le colonel Collett Leventhorpe, à la tête du 11e régiment d'infanterie de Caroline du Nord et Harry Burgwyn, âgé de 21 ans, à la tête du 26e régiment d'infanterie de Caroline du Nord, le plus grand régiment confédéré à Gettysburg. N'ayant participé à aucun combat sérieux depuis près d'un an, sa brigade réunit une force de plus de 2500 officiers et soldats.
Le 1er juillet 1863, la brigade de Pettigrew affronte l'Iron Brigade sur les fermes McPherson et Herbst à l'ouest de Gettysburg, où ses quatre régiments subissent des pertes dévastatrices, plus de 40 %, mais réussissent à chasser les forces de l'Union hors de McPherson Ridge Le général Pettigrew assume le commandement de la division après la blessure du général Heth, et tente de réorganiser la division battue lors de la bataille du lendemain, à l'abri de Seminary Ridge.

### Charge de Pickett

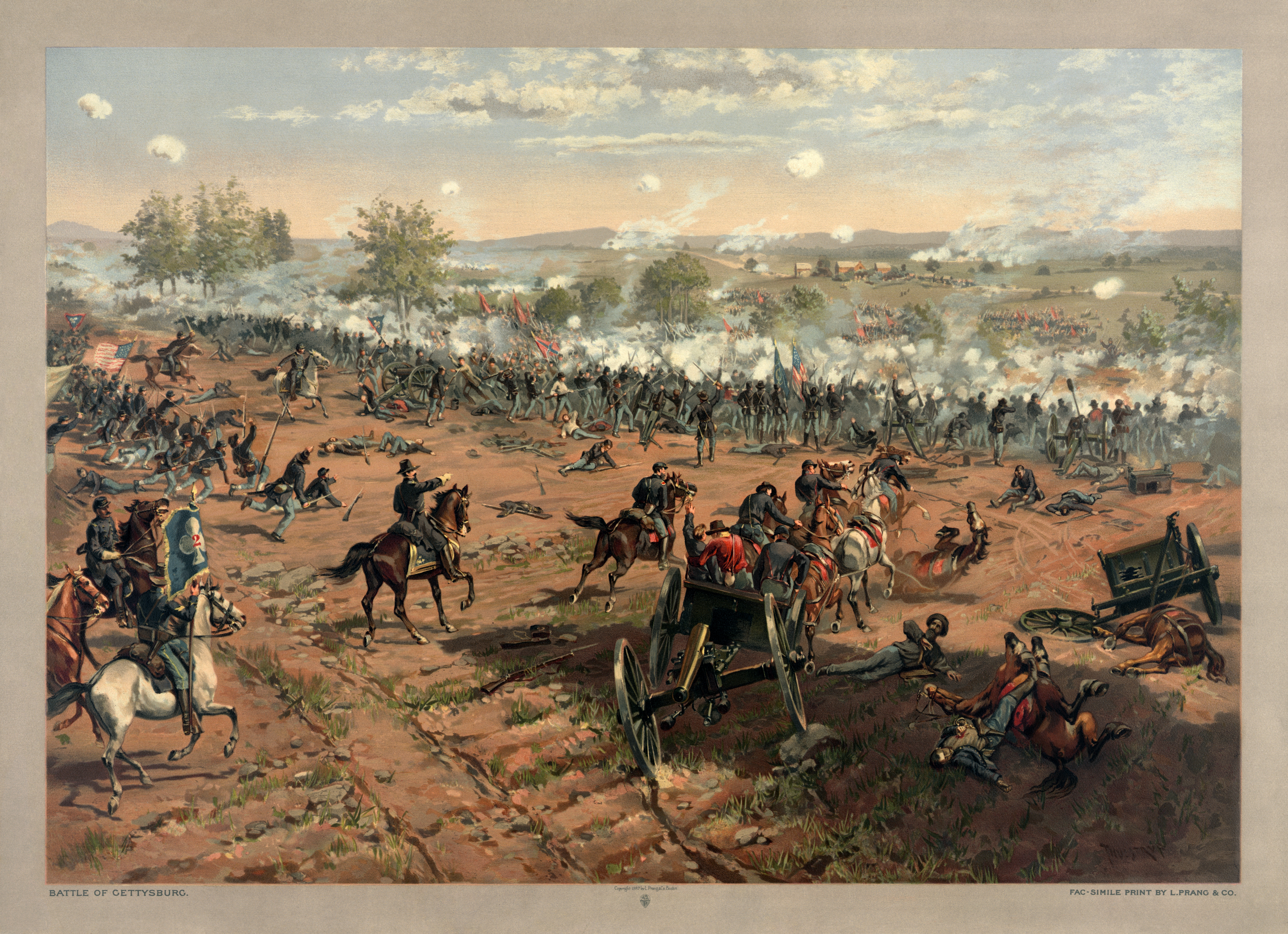
Bataille de Gettysburg, tableau de Thure de Thulstrup (1887) montrant la charge de Pickett.

Le 3 juillet, Lee choisit la division de Pettigrew pour marcher à la gauche du général de division George Pickett dans le célèbre assaut d'infanterie aujourd'hui connu sous le nom de charge de Pickett (bien que certains historiens utilisent le nom d'« assaut Pickett-Pettigrew-Trimble » pour bien préciser que les hommes de Pickett ne représentaient qu'un tiers de l'effectif de l'attaque). Lee commet une erreur en ne consultant pas Pettigrew sur l'état désastreux de sa division.
La division progresse sous un feu meurtrier. Le cheval de Pettigrew est tué sous lui mais il continue à pied. À moins de 100 yards (90 mètres environ) du mur de pierre de Ridge Cemetery partiellement détenu par son cousin John Gibbon, il est gravement blessé à la main gauche
. Malgré sa forte douleur, Pettigrew reste avec ses soldats jusqu'à ce qu'il soit évident que l'attaque a échoué. Tenant sa main sanglante, l'officier anéanti se dirige vers Seminary Ridge et rencontre le général Lee. Pettigrew tente de prendre la parole mais Lee, voyant l'horrible blessure, parle le premier : «Général, je suis désolé de voir que vous êtes blessé, allez à l'arrière." Après un salut douloureux, Pettigrew ne dit rien et se rend à l'arrière.

### La retraite vers le Potomac

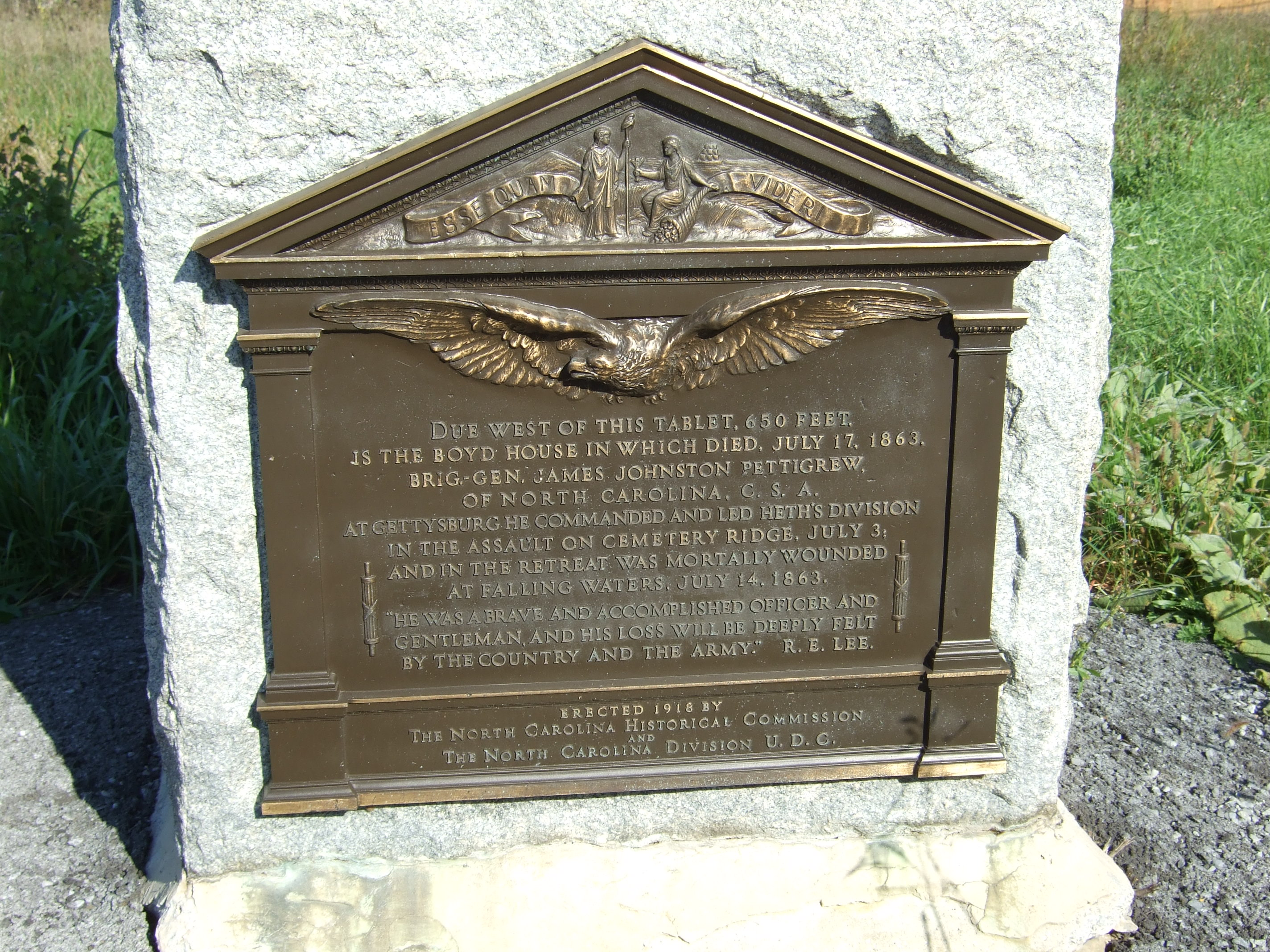
Plaque à la base du monument commémoratif de Bunker Hill.

Le général Pettigrew continue de commander la division lors de la retraite vers le Potomac jusqu'au retour de Heth. Arrêté par la rivière qui a débordé à Falling Waters, en Virginie-Occidentale, la brigade Pettigrew se déploie sur une ligne de combat, côté Maryland, afin de protéger la traversée de la rivière. La cavalerie de l'Union jauge les défenses du sud pendant la nuit lorsque l'armée de Lee traverse les ponts flottants en Virginie-Occidentale. Dans la matinée du 14 juillet, la brigade Pettigrew est l'une des dernières unités confédérées encore au nord de la rivière Potomac lorsque les soldats de l'Union approchent. À pied et en première ligne, Pettigrew dirige ses hommes quand il est abattu par un cavalier de l'Union de la Brigade Michigan, d'un tir à courte distance, la balle l'atteignant à l'abdomen. Il est immédiatement transporté à l'arrière, à travers le Potomac, ayant refusé d'être laissé aux mains du gouvernement fédéral. Il meurt trois jours plus tard à Edgewood Manor, une plantation près de Bunker Hill (en) en Virginie-Occidentale. Sa brigade, dont les pertes sont évaluées à environ 56 % de l'effectif, est brisée comme organisation effective de combat.

## Héritage
La perte de Pettigrew dévaste sa famille et une journée officielle de deuil fut tenue en son honneur en Caroline du Nord. Sa mort affecte Lee, qui fait remarquer : « L'armée a perdu un brave soldat et la Confédération un officier accompli ». Le corps du général Pettigrew retourne en Caroline du Nord et il est inhumé dans sa propriété familiale, "Bonarva”, qui fait maintenant partie du Pettigrew State Park implanté dans les comtés Tyrrell et Washington.
Durant la Seconde Guerre mondiale, le liberty ship SS James J. Pettigrew a été baptisé en son honneur.
À Hollywood, Pettigrew a été incarné en 1993 par l'acteur George Lazenby dans le film Gettysburg.